# Michaël Paquay
Michaël Nicholas Victor Paquay (Bastenaken, 27 februari 1972 - Monza, 9 mei 1998) was een Belgisch motorcoureur.

## Carrière
Paquay begon zijn motorsportcarrière in nationale klasses. In 1991 werd hij kampioen in het Belgische 125 cc-kampioenschap. In 1993 werd hij voor Honda kampioen in de Supersport-klasse van het Europees kampioenschap wegrace. In 1994 stapte hij over naar het wereldkampioenschap superbike, waarin hij voor Honda bleef rijden. Hij kende een redelijk debuutseizoen, met twee dertiende plaatsen in Hockenheim en Assen als zijn beste resultaten. Met 7 punten eindigde hij op plaats 44 in het klassement.
In 1995 keerde Paquay terug naar het Europees kampioenschap Supersport, ditmaal op een Ducati. Hij won zeven van de acht races en behaalde hierdoor opnieuw de titel in deze klasse. Hierdoor kon hij in 1996 terugkeren naar het WK superbike, waarin hij tevens op een Ducati reed. Hij kwam iets meer tot scoren, alhoewel hij tijdens de races niet verder kwam dan een twaalfde plaats in Brands Hatch. Met 10 punten eindigde hij ditmaal op plaats 31 in het kampioenschap. In 1997 kwam hij uit in de nieuwe wereldserie Supersport, waarin hij op een Honda reed. Hij won een race in Hockenheim en eindigde ook in Misano, Assen en Albacete op het podium. Met 93 punten werd hij zesde in de eindstand.
Op 9 mei 1998 was Paquay betrokken bij een zwaar ongeluk in de vrije trainingen voor de race op Monza. In de eerste chicane kwam hij in aanraking met de motorfiets van Antonio Calasso, waardoor hij van zijn motor viel. Vervolgens werd hij aangereden door Sébastien Charpentier en Ferdinando Di Maso. Hierbij liep hij zware verwondingen aan zijn hoofd en borst op. Later die dag overleed hij op 26-jarige leeftijd aan zijn verwondingen in het ziekenhuis van Monza.